# Cypa euroa
Cypa euroa är en fjärilsart som beskrevs av Rothschild och Jordan 1903. Cypa euroa ingår i släktet Cypa och familjen svärmare. Inga underarter finns listade i Catalogue of Life.